# Cantone di Val de Nouère
Il Cantone di Val de Nouère è una divisione amministrativa dell'arrondissement di Angoulême e dell'arrondissement di Cognac.
È stato costituito a seguito della riforma approvata con decreto del 20 febbraio 2014, che ha avuto attuazione dopo le elezioni dipartimentali del 2015.

## Composizione
Comprendeva inizialmente 30 comuni, ridottisi ai seguenti 27 dal 1º gennaio 2016 per effetto della fusione dei comuni di Genac e Bignac a formare il nuovo comune di Genac-Bignac, e della fusione dei comuni di Plaizac e Sonneville con il comune di Rouillac.:
- Anville
- Asnières-sur-Nouère
- Auge-Saint-Médard
- Bonneville
- Champmillon
- Courbillac
- Douzat
- Échallat
- Genac-Bignac
- Gourville
- Hiersac
- Linars
- Marcillac-Lanville
- Mareuil
- Marsac
- Mons
- Montigné
- Moulidars
- Rouillac
- Saint-Amant-de-Nouère
- Saint-Cybardeaux
- Saint-Genis-d'Hiersac
- Saint-Saturnin
- Sireuil
- Trois-Palis
- Vaux-Rouillac
- Vindelle